# 1686
Évszázadok: 16. század – 17. század – 18. század
Évtizedek: 1630-as évek – 1640-es évek – 1650-es évek – 1660-as évek – 1670-es évek – 1680-as évek – 1690-es évek – 1700-as évek – 1710-es évek – 1720-as évek – 1730-as évek
Évek: 1681 – 1682 – 1683 – 1684 –  1685 – 1686 – 1687 – 1688 – 1689 – 1690 – 1691

## Események

### Határozott dátumú események

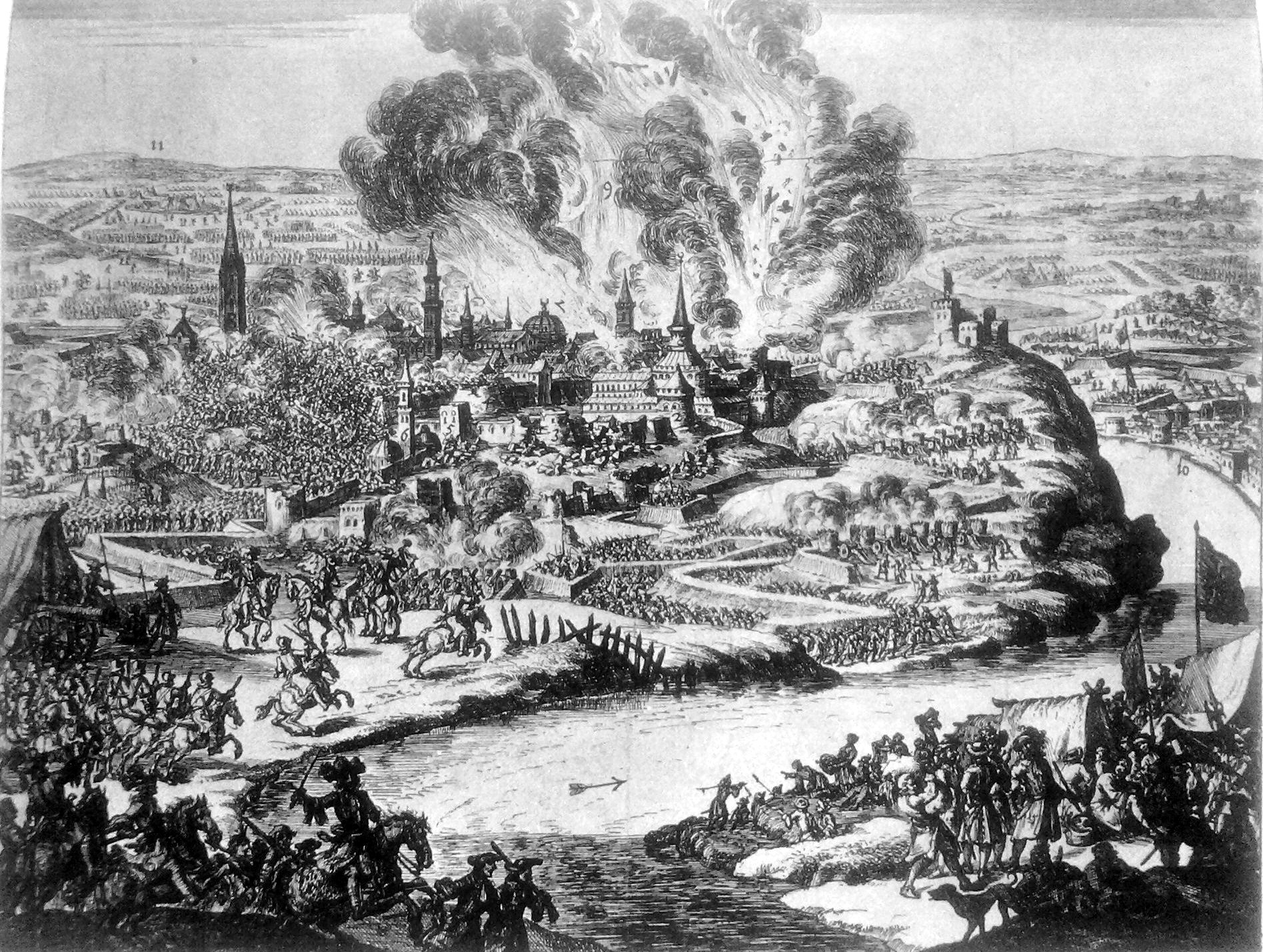
Buda visszavétele

- január 2. – A török Belgrádban szabadon engedi Thököly Imrét.[1]
- június 2. – Az erdélyi csapatok kiűzik a fejedelemségből a Vajdahunyadra húzódott Thököly Imrét.[1]
- június 18. – A keresztény szövetség hadai megkezdik Buda ostromát.[1]
- június 21. – Befejeződik Buda körülzárása.[1]
- június 28. – Apafi Mihály és I. Lipót titkos szerződést köt, amely értelmében Erdély részt vesz a nemzetközi törökellenes szövetségben, Lipót pedig elismeri a fejedelem jogait, a rendek fejedelemválasztási szabadságát, a négy bevett vallás szabadságát és Erdélyország önállóságát.[2]
- július 9. –  I. Lipót német-római császár, II. Károly spanyol király, XI. Károly svéd király, II. Miksa Emánuel bajor választófejedelem és a Német-római Birodalom több fejedelemségének képviselője megalakítja az augsburgi ligát XIV. Lajos francia király ellenében.[3]
- szeptember 2. – 76 napos ostrom után – 145 éves uralom végén – Buda felszabadítása a török uralom alól.[4]
- október 16. – Kalocsa felszabadul a török uralom alól.[5]
- október 22. – Pécs felszabadul a török uralom alól.[6]
- október 23. – Szeged felszabadul a török uralom alól.[7]

### Határozatlan dátumú események
- A magyarországi törökellenes harcokban részt vevő császári csapatok Erdélyben telelnek, ami egyenértékű Erdély nyugati és északi részének megszállásával.[8]

## Születések
- május 24. – Daniel Gabriel Fahrenheit, fizikus, feltaláló († 1736)
- augusztus 17. – Nicola Porpora, olasz barokk zeneszerző, az opera seria mestere, énektanár († 1768)
- december 25. – Giovanni Battista Somis itáliai hegedűművész és zeneszerző († 1763)

## Halálozások
- május 11. – Otto von Guericke német fizikus, feltaláló (* 1602)
- április 10. – Gubasóczy János magyar főpap (*?)
- szeptember 2. – Abdurrahmán Abdi Arnaut az utolsó budai pasa (* 1616)